# Forte de Nossa Senhora da Assunção
O Forte de Nossa Senhora da Assunção, também referido como Forte de São João Baptista, localiza-se na foz do rio Ave, na freguesia e município de Vila do Conde, no distrito do Porto, em Portugal.
Atualmente em bom estado de conservação, encontra-se aberto à visitação turística.

## Características
A estrutura apresenta planta pentagonal com baluartes também pentagonais nos vértices, em estilo Vauban. As muralhas são de cantaria em talude, rematadas por parapeitos verticais. Em três dos cinco baluartes, erguem-se guaritas de planta quadrangular.
Em torno da praça de armas, ao abrigo das muralhas, distribuem-se os edifícios de serviço: Casa de Comando, Quartel da Tropa, Paiol e Armazém. No centro da Praça abre-se uma cisterna. Nos vértices localizam-se as rampas que permitem o acesso da artilharia aos baluartes.
A fortaleza tem cinco baluartes, denominados de Santo António, Santa Bárbara (voltados para terra – este e norte), São Francisco, São João e Nossa Senhora da Guia (voltados para o mar – noroeste, sudoeste e sul). Três dos baluartes têm guaritas, um dos quais o último a ser construído, o de Santa Bárbara, cujo término foi alcançado apenas em 1793, completando a edificação do Forte mais de dois séculos após o seu início.

## História
A sua construção foi iniciada na década de 1570, referida como já em andamento nos livros de actas da Câmara em 1573, e provavelmente ordenada por D. Sebastião, que por missiva enviada em 1570 a várias autarquias fez saber da sua intenção de fortificar todos os maiores locais costeiros desde Cascais até Caminha.
Quase votado ao abandono no século XX, foi requalificado de 1982 a 1998 como unidade hoteleira (com 8 quartos), com projeto dos arquitetos Paulo Lobo e Amadeo Mandolesi, e recursos do Fundo de Turismo e da autarquia. 
Abriu portas como hotel de charme a 1 de julho em 2000, mas o objeto da concessão pouco durou. Poucos anos depois, transformou-se numa discoteca ao ar livre, a funcionar só no verão. A concessão, renovada até ao limite, terminou em maio de 2020.
Em fevereiro de 2020, a Câmara abriu novo concurso, que seria anulado, pois a proposta vencedora (grupo Eskada) pretendia continuar com a discoteca.
Em fevereiro de 2021, foi lançado um novo concurso. A ideia era que o Forte volte a ser uma unidade hoteleira, restaurante e estabelecimento de bebidas. O imóvel deve permitir visitas ao público, receber eventos que envolvam associações/instituições locais e funcionar o ano inteiro. O concurso público para a concessão do forte por um período de 15 anos tem um preço base de 2,04 milhões de euros.
Venceu uma proposta para instalar um hotel, mas não foi aprovada pela Direção Regional de Cultura do Norte por não ter mais de 10 quartos.
Em novembro de 2022, após um terceiro concurso foi concessionado por 15 anos à antiga gestora daquele espaço (Forte by Vila) em parceria com o Restaurante Romando, que vai pagar 6.070 euros de renda mensal e um milhão em obras.

## Classificação
Encontra-se classificado como Imóvel de Interesse Público desde 6 de outubro de 1967.